# Edward Turner (Erfinder)

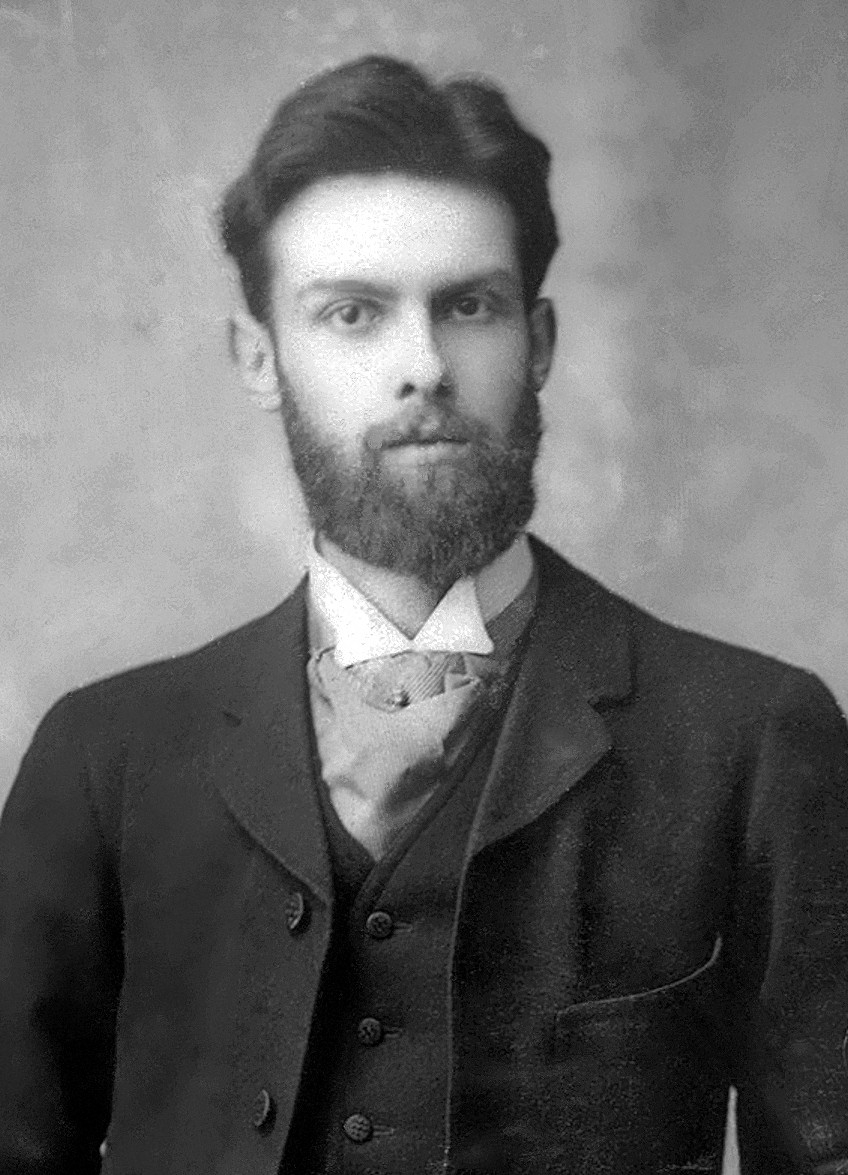
Edward Turner

Edward Raymond Turner (* 1873 in Clevedon; † 9. März 1903 in London) war ein britischer Erfinder und Fotograf. Er gilt als Erfinder des farbigen Bewegtbild-Films.
Edward Turner war ein leidenschaftlicher Erfinder und Fotograf, der einen bedeutenden Beitrag zur Filmgeschichte geleistet hat. Geboren im Jahr 1873 in Großbritannien, arbeitete Turner zunächst für den Fotografie-Pionier Frederic Eugene Ives, der ihn dazu ermutigte, über die Verbindung von Farbe und bewegten Bildern nachzudenken.
Mit finanzieller Unterstützung des Unternehmers Frederick Lee begann Turner Experimente im Bereich der Farbfotografie und des Films. Nachdem Lee die Finanzierung einstellte, sprang der amerikanische Geschäftsmann Charles Urban ein, um Turners Arbeit fortzusetzen. Trotz seines vielversprechenden Durchbruchs verstarb Turner im März 1903, bevor er sein volles Potenzial entfalten konnte.
Jahrzehnte später, im Jahr 2009, entdeckte ein Expertenteam des National Media Museum in Bradford Filmmaterial von Turner und Lee, das den wohl ältesten Farbfilm der Welt aus dem Jahr 1902 enthielt. Die Forscher rekonstruierten die Aufnahmen und bestätigten, dass der von Turner und Lee patentierte Farbprozess funktionierte.
Obwohl Turner nicht die Anerkennung erhielt, die er verdient hätte, bleibt sein Beitrag zur Filmgeschichte unbestreitbar. Seine Leidenschaft und sein Streben nach Innovation haben dazu beigetragen, die Möglichkeiten der Farbfotografie und des Films zu erweitern und die Geschichte des bewegten Bildes neu zu schreiben.